# Ventriloquo (personaggio)
Ventriloquo (Ventriloquist) è l'alter ego di vari personaggi dei fumetti DC Comics, supercriminali nemici di Batman.
Il primo è Arnold Wesker, creato da Alan Grant, John Wagner e Norm Breyfogle, apparso la prima volta in Detective Comics vol. 1 n. 583 (febbraio 1988).
Il secondo è una donna di nome Peyton Riley creata da Paul Dini e Don Kramer e apparsa la prima volta in Detective Comics vol. 1 n. 827 (marzo 2007).
Il terzo è una donna di nome Shauna Belzer creata da Gail Simone, Vicente Cifuentes, Carlos Rodríguez e Daniel Sampere per le pagine di Batgirl vol. 4 n. 20 (luglio 2013)

## Biografia del personaggio

### Arnold Wesker
Arnold Wesker, ultimogenito d'una potente famiglia mafiosa di Gotham City d'origini ebraiche, cominciò a mostrare segni di personalità multiple e distorte dopo l'assassinio della madre da parte di un'altra famiglia criminale.
Crescendo, diventò esperto nell'arte del ventriloquo e questo fece accrescere il suo sdoppiamento: troppo debole ed insicuro per darsi attivamente alla criminalità, creò una marionetta dal legno del patibolo del penitenziario di Gotham, Blackgate, di nome Scarface, infondendo in essa tutta la sua malvagità e pazzia. Il burattino, crudele e sadico, rappresenta il suo lato criminale, mentre l'"Arnold normale" si trasforma in un lacché. Seppur sia solo una bambola, Scarface ha il totale controllo di Wesker (che lui chiama "pupazzo").
Scarface ed il Ventriloquo hanno sempre rappresentato uno degli avversari più singolari ed inquietanti del cavaliere oscuro, fra la malavita di Gotham infatti, alcuni criminali arrivano a chiedersi, a causa dell'atteggiamento tirannico e crudele tenuto da Scarface nei confronti del timido ed impacciato Ventriloquo, se Wesker manovri semplicemente il pupazzo con estrema ed inquietante abilità o se Scarface non abbia un che di sovrannaturale. A volte si vede perfino Scarface parlare senza che Wesker od altri lo tocchino, alimentando ulteriormente l'ipotesi che dentro Scarface possano albergare le anime dei criminali che furono mandati al patibolo da cui poi il legno di esso fu usato per costruire il suo corpo.
Onnipresente figura al fianco del Ventriloquo è il gigantesco Rhino, fidato tirapiedi e picchiatore.

### Peyton Riley
Arnold rimase ucciso in combattimento dopo il complotto ordito dal Grande Squalo Bianco, altro nemico di Batman suo rivale, ed il suo posto di ventriloquo venne preso da una donna, Sugar, che ha recuperato e ricostruito la marionetta Scarface, andata distrutta. Anziché comportarsi da lacché, la nuova Ventriloqua si comporta come la fidanzata di Scarface (in una grottesca parodia dei due famosi criminali Bonnie e Clyde). Quest'ultima si rivela essere una Ventriloqua più abile e diabolica di Wesker. Rhino è sostituito da sua sorella Alce, anche lei estremamente grossa e muscolosa.
In seguito si scopre che la nuova Ventriloqua non è altri che Peyton Riley, vecchia conoscente di Bruce Wayne, figlia di un boss mafioso, fra i più potenti di Gotham, Sean Riley.
Costretta a sposare un altro gangster facente parte di una famiglia associata ai Riley, Johnny Sabatino, viene intrappolata in un matrimonio senza amore, in questo periodo riesce ad accattivarsi le simpatie del Ventriloquo, che intendeva far uccidere lei e il marito, ma in quest'occasione riesce a salvare entrambi, convincendo Wesker a risparmiare Johnny. Tempo dopo, però, Johnny Sabatino riesce a fare abbastanza strada da organizzare la morte di Sean Riley e cerca di sbarazzarsi anche della moglie, abbandonandola ferita e morente, ironia della sorte, proprio nel luogo in cui era stato appena ucciso il Ventriloquo.
Con la mente danneggiata, a causa delle ferite riportate, Peyton, si appropria di Scarface e ne fa il suo nuovo partner. Dopo una serie di imprese criminali fallite, perlopiù per colpa di Batman, Peyton tenterà di vendicarsi di Johnny, nella lotta che segue, sembreranno perire entrambi in mare, prima che Batman e Zatanna riescano a salvarli.

### Shauna Belzer
Dopo Flashpoint i panni del ventriloquo vengono indossati da Shaunza Belzer.

## Poteri e abilità
Il primo Ventriloquo non ha poteri sovrumani e non è un buon combattente corpo a corpo, ma nonostante ciò è uno dei più singolari e inquietanti avversari del cavaliere oscuro. Arnold Wesker è un abile ventriloquo e il suo personaggio di Scarface è un brillante stratega criminale e tattico. Wesker di solito porta una pistola di qualche tipo, mentre Scarface porta varie armi di dimensioni ridotte ma comunque letali, compreso un Thompson Submachine Gun, con il quale agisce con la massima disinvoltura e crudeltà, regalando raffiche di piombo a chiunque osi contraddirlo. Il lato dominante di Wesker, appunto Scarface, si comporta come un capo della mafia vecchio stile con un disprezzo sociopatico per la vita umana. Tuttavia, Wesker tende a dimostrare che lui e Scarface possiedono due diverse personalità e lui e Scarface possono a volte litigare tra loro, il che tende a rappresentare un vantaggio per Batman in diverse occasioni.
La seconda Ventriloqua è molto più abile nella ventriloquia rispetto al suo predecessore. A differenza del primo, la personalità di Peyton Riley non va in contrasto con quella di Scarface ed è molto più disposta a commettere atti crudeli, soprattutto perché crede che lei e la marionetta abbiano una sorta di relazione romantica. Essendo proveniente da una famiglia mafiosa d'élite, è anche una brillante mente criminale. Altra abitudine di Peyton è quella di riempire i pupazzi di Scarface con dell'esplosivo, da utilizzare per coprire le sue tracce.
Il terzo ventriloquo è, possibilmente, un metaumano capace di controllare altri esseri. La mente psicotica di Shauna Belzer spesso porta quelli a guadagnare la propria personalità.

## Altri media

### Animazione
Nel DC Animated Universe, Arnold e Scarface sono dei personaggi secondari, che appaiono in pochi episodi rispetto ad altri criminali: in Batman e Batman - Cavaliere della notte la coppia è sostanzialmente identica alla versione a fumetti, con uno Scarface dal look ispirato ai classici gangster anni trenta e un Wesker costretto a ubbidirgli. Le loro apparizioni hanno spesso la medesima struttura narrativa: i due che comandano una gang di criminali in furti dalla precisione impeccabile e dal conseguente ricco guadagno, finché Batman non rovina uno dei loro colpi, li mette contro e Scarface finisce distrutto, per poi venire ricostruito in tempo per un altro episodio. Nella seconda serie Arnold pare essere guarito dalla sua metà, ma è tormentato dai ricordi, finisce col ritornare con il criminale. Scarface poi si limita a fare da cameo nella Batcaverna, come trofeo, durante gli eventi di Batman of the Future (ed altri episodi dell'universo animato ricollegati a questa serie). Compare in un ruolo minore, assieme al Ventriloquo, anche in Justice League nel doppio episodio "A Better World", in una dimensione parallela dove la JLA è diventata un gruppo di perfidi dittatori e ha lobotomizzato i criminali, eliminando la loro indole malvagia. Mentre la JLA visita questo universo, facendo il tour di Arkham con il docile Joker, si può vedere che ad avere i segni di lobotomia è Scarface, mentre Arnold è privo di tali segni.
Nella serie animata The Batman, invece, gli è stato dato uno stile più moderno simile a quello dei gangster messicani con orecchini e collane d'oro. Anche la storia di Wesker è stata modificata: non è più l'erede di una famiglia criminale ma un conduttore di programmi e spettacoli teatrali con le marionette finito sul lastrico.

### Televisione
Appare nella quarta stagione della serie TV prequel Gotham, impersonato dal ventriloquo Andrew Sellon. In questa versione è il contabile di Pinguino, ma il pupazzo Scarface non viene mostrato fino all'ottavo episodio della quinta ed ultima stagione della serie.
È brevemente apparso anche nella serie Titans, nel finale della prima stagione.

### Videogiochi
Il Ventriloquo (Arnold Wesker) e Scarface appaiono nei seguenti videogiochi:
- Batman: Gotham City Racer, sviluppato da Sinister Games (2001)
- Batman: Arkham Asylum, sviluppato da Rocksteady Studios (2009) (solo Scarface, in una teca nell'ufficio del direttore Sharp e poi utilizzato da Joker.)
- DC Universe Online, sviluppato da Sony Online Austin (2011)
- Batman: Arkham City, sviluppato da Rocksteady Studios (2011) (solo Scarface, compare fra i trofei esposti nel museo del Pinguino, inoltre, nelle storie di Arkham si scopre che il Joker li ha fatti produrre in serie e se ne trovano anche di diverse dimensioni, alcuni truccati come Joker.)
- Batman: Arkham Knight, sviluppato da Rocksteady Studios (2015) (solo Scarface, nella sala prove del Commissariato di Gotham, è presente anche la mitragliatrice della Ventriloqua, infatti, in questa versione come identità è indicata: Peyton Riley.)
- Batman: The Telltale Series, sviluppato da Telltale Games (2016) (solo il Ventriloquo che in questa serie sostituisce Scarface con un calzino verde).